# Vlada K
VLADA K (справжнє ім'я — Кіцелюк Владислава Василівна; нар. 10 січня 2012 року, Івано-Франківськ) — українська співачка, ведуча. Міні-міс Україна 2019 року. «Найталановитіша дитина 2021» за версією журналу Ukrainian People. Найкращий україномовний дитячий проєкт від музичної премії Muzvar Awards для молодих зірок.

## Життєпис
Народилася 10 січня 2012 року в Івано-Франківську, займається вокалом, хореографією та тележурналістикою. З шести років навчається у приватному ліцеї у Івано-Франківська. 14 лютого 2019 року розпочала сольний проект VLADA K.

### 2019
У жовтні представляла Україну на міжнародному конкурсі «LITTLE MISS AND LITTLE MISTER UNITED WORLD», що відбувся на о. Тенерифе, Іспанія, де також здобула перемогу та привезла титул «MINI MISS UNITED WORLD 2019».

### 2020
Взяла участь у показі Junior Fashion Week, була лауреатом конкурсів «Славянський вінець» (Болгарія), «Празький зорепад» (Прага), фестиваль-конкурс «Зірка-фест»(Київ).
Влітку отримала премію «Сучасне покоління» від «Ukrainian People».
У вересні відбувся другий сольний концерт та випущено кліп «Feeling Only Love». Гостем на виступі був DZIDZO.

### 2021
Стала ведучою програми «KIDS NEWS» на телеканалі Obozrevatel.tv.
З Тимуром Мирошниченко вела новорічну програму Kids Show «Різдвяне Диво» на Obozrevatel.tv.
В липні презентувала кліп «Схованки», режисер Олексій Кучеренко.
В серпні презентувала перший міні-альбом «Boom».
У вересні перемогла в номінації Kids Boom від MUZVAR AWARDS для молодих зірок.
В листопаді презентувала кліп BOOM, режисер Олексій Кучеренко.
В листопаді перемогла в номінації «Найталановитіша дитина 2021» від журналу Ukrainian People.

### 2022
В квітні презентувала пісню, присвячену Івано-Франківську.
В травні презентувала пісню «Ukrainian Pain».
У вересні випустила пісню «Виклик». У жовтні — «Seniorita».
У листопаді випустила пісню та кліп «BRO».
У грудні презентувала колядку «Нічка та радісна».

### 2023
В травні опублікувала кліп «Весна».
В червні випустила кліп «Найки».
В серпні презентувала пісню «Вірте люди у дива» зі співачкою Kola.
В грудні випустила пісню та кліп «Ріки».
У грудні «Вірте люди у дива» стала саундтреком комедії «Новорічна зміна» на каналі ICTV 2.

### 2024
В лютому презентувала пісню та кліп «ЗМІНИ».
В квітні презентувала пісню та кліп «Мріяла» з MamaRika
В серпні презентувала пісню та кліп «Увімкни» зі співаком Yaktak.
У вересні презентувала пісню та кліп «Мантра».

## Сингли
| Назва                             | Автор музики                                      | Автор тексту                                   | Рік  |
| --------------------------------- | ------------------------------------------------- | ---------------------------------------------- | ---- |
| «Най-найкраща»                    | Ірина Батюк, Роман Калин, Євгеній Чичановський    | Ірина Батюк, Роман Калин, Євгеній Чичановський | 2019 |
| «Серце України»                   | Ірина Батюк, Роман Калин, Євгеній Чичановський    | Ірина Батюк, Роман Калин, Євгеній Чичановський | 2019 |
| «Все буде окей»                   | Ірина Батюк, Роман Калин, Євгеній Чичановський    | Ірина Батюк, Роман Калин, Євгеній Чичановський | 2019 |
| «Диво»                            | Ірина Батюк, Роман Калин, Євгеній Чичановський    | Ірина Батюк, Роман Калин, Євгеній Чичановський | 2019 |
| «Feeling only love»               | Ірина Батюк, Роман Калин, Євгеній Чичановський    | Ірина Батюк, Роман Калин, Євгеній Чичановський | 2020 |
| «BOOM»                            | Дмитро Сисоєв                                     | Дмитро Сисоєв                                  | 2021 |
| «Схованки»                        | Дмитро Сисоєв                                     | Дмитро Сисоєв                                  | 2021 |
| «Тарантелла»                      | Дмитро Сисоєв                                     | Дмитро Сисоєв                                  | 2021 |
| «Три серця»                       | Дмитро Сисоєв                                     | Дмитро Сисоєв                                  | 2021 |
| «Весна»                           | Дмитро Сисоєв                                     | Дмитро Сисоєв                                  | 2021 |
| «Франик»                          | Дмитро Сисоєв                                     | Дмитро Сисоєв                                  | 2022 |
| «UKRAINIAN PAIN»                  | Дмитро Сисоєв                                     | Дмитро Сисоєв                                  | 2022 |
| Виклик                            | Дмитро Сисоєв                                     | Дмитро Сисоєв                                  | 2022 |
| SENIORITA                         | Дмитро Сисоєв                                     | Дмитро Сисоєв                                  | 2022 |
| BRO                               | Дмитро Сисоєв                                     | Дмитро Сисоєв                                  | 2022 |
| «Нічка та радісна»                | Дмитро Сисоєв                                     | Народні                                        | 2022 |
| «Весна»                           | Дмитро Сисоєв                                     | Дмитро Сисоєв                                  | 2023 |
| «Найки»                           | Дмитро Сисоєв                                     | Дмитро Сисоєв                                  | 2023 |
| «Вірте люди у дива», дует із Kola | Анастасія Прудіус                                 | Анастасія Прудіус                              | 2023 |
| «Ріки»                            | Ваньок Клименко                                   | Ваньок Клименко                                | 2023 |
| «Зміни»                           | Ваньок Клименко, Вероніка Коваленко               | Vlada K, Ваньок Клименко                       | 2024 |
| «Мріяла», дует із MamaRika        | Ваньок Клименко, Олександр Пришляк, Макс Березняк | Ваньок Клименко                                | 2024 |
| «Увімкни», дует із YAKTAK         | YAKTAK, Golubenko                                 | YAKTAK, Vlada K, Ваньок Клименко               | 2024 |
| «Мантра»                          | Ваньок Клименко, Anton Chilibi                    | Vlada K, Ваньок Клименко                       | 2024 |

## Нагороди та премії
- Фестиваль «Славянський вінець» (Болгарія) лауреат І ступеня[76].
- Перемога у номінації Kids Boom (найкращий україномовний дитячий проєкт) української музичної премії MUZVAR AWARDS для молодих зірок
- Учасниця лонглиста Нацвідбору на Дитяче Євробачення-2024.[77]